# Сульфид титана
Сульфи́д тита́на — бинарное неорганическое соединение, соль металла титана и сероводородной кислоты с формулой TiS, тёмно-коричневые кристаллы.

## Нахождение в природе
- Найден в природе в качестве вкрапления в метеорите Ямато 691. В качестве минерала получил название «вассонит».

## Получение
- Восстановление водородом при нагревании сульфидов титана:

{\displaystyle {\mathsf {Ti_{2}S_{3}+H_{2}\ {\xrightarrow {T}}\ 2TiS+H_{2}S}}}
{\displaystyle {\mathsf {TiS_{2}+H_{2}\ {\xrightarrow {T}}\ TiS+H_{2}S}}}
- Пропускание паров хлорида титана(IV) и сероводорода над раскалённой вольфрамовой нитью:

{\displaystyle {\mathsf {TiCl_{4}+2H_{2}S\ {\xrightarrow {T}}\ TiS+S+4HCl}}}

## Физические свойства
Сульфид титана образует тёмно-коричневые кристаллы с металлическим блеском, устойчивые на воздухе.